# Hankyu Hanshin Holdings
Hankyu Hanshin Holdings, Inc. (阪急阪神ホールディングス株式会社, Hankyū Hanshin Hōrudingusu Kabushiki-gaisha) (TSE : 9042) est un ensemble d'entreprises (Keiretsu) qui possède notamment les compagnies ferroviaires Hankyu et Hanshin, ainsi que la société de production Tōhō. Ses dommaines d'activités sont le transport urbain, l'immobilier, l'hôtellerie, les voyages, la distribution et les loisirs. Son siège social est situé dans l'arrondissement de Kita à Osaka, ainsi que dans la ville d'Ikeda.

## Historique
Le nom actuel de l'entreprise date de la fusion entre les groupes Hankyu et Hanshin le 1er octobre 2006, mais ses origines remontent à la création du chemin de fer électrifié Minoo Arima le 19 octobre 1907.